# Pueblo Nuevo de Hualambi
Pueblo Nuevo de Hualambi es un caserío peruano ubicado en el distrito de Jililí, perteneciente a la provincia de Ayabaca del departamento de Piura, al norte del Perú. 

## Ubicación
Pueblo Nuevo de Hualambi se ubica al norte de la provincia de Ayabaca, en el distrito de Jililí, en el departamento de Piura.

## Demografía
En 2017 Pueblo Nuevo de Hualambi tenía una población de 160 habitantes.
| Gráfica de evolución demográfica de Pueblo Nuevo de Hualambi entre 1993 y 2017 |
|                                                                                |
| Fuentes: Población 1993 y 2017                                                 |